# Клінтон (округ, Кентуккі)
Шаблон:StateAbbr_ 36°43′ пн. ш. 85°08′ зх. д. / 36.72° пн. ш. 85.13° зх. д.
Округ  Клінтон (англ. Clinton County) — округ (графство) у штаті  Кентуккі, США. Ідентифікатор округу 21053.

## Історія
Округ утворений 1836 року.

## Демографія
За даними перепису 
2000 року 
загальне населення округу становило 9634 осіб, усе сільське.
Серед мешканців округу чоловіків було 4640, а жінок — 4994. В окрузі було 4086 домогосподарств, 2811 родин, які мешкали в 4888 будинках.
Середній розмір родини становив 2,85.
Віковий розподіл населення поданий у таблиці:
| Стать    | До 15 років | 15-21 | 22-29 | 30-39 | 40-49 | 50-65 | 65-85 | Понад 85 |
| -------- | ----------- | ----- | ----- | ----- | ----- | ----- | ----- | -------- |
| Чоловіки | 901         | 425   | 459   | 677   | 687   | 902   | 550   | 39       |
| Жінки    | 904         | 436   | 473   | 676   | 691   | 955   | 738   | 121      |

## Суміжні округи
- Расселл — північ
- Вейн — схід
- Пікетт, Теннессі — південь
- Клей, Теннессі — південний захід
- Камберленд — захід

## Виноски
1. ↑  U.S. Decennial Census. United States Census Bureau. Архів оригіналу за 26 квітня 2015. Процитовано 13 серпня 2014.
2. ↑  Historical Census Browser. University of Virginia Library. Архів оригіналу за 26 грудня 2013. Процитовано 13 серпня 2014.
3. ↑  Population of Counties by Decennial Census: 1900 to 1990. United States Census Bureau. Архів оригіналу за 13 жовтня 2014. Процитовано 13 серпня 2014.
4. ↑  Census 2000 PHC-T-4. Ranking Tables for Counties: 1990 and 2000 (PDF). United States Census Bureau. Архів оригіналу (PDF) за 18 грудня 2014. Процитовано 13 серпня 2014.
5. ↑  State & County QuickFacts. United States Census Bureau. Архів оригіналу за 10 червня 2006. Процитовано 6 березня 2014.(англ.) Наведено за англійською вікіпедією.
6. ↑  American FactFinder. Бюро перепису населення США. Архів оригіналу за 29 липня 2011. Процитовано 31 січня 2008.

| США | Це незавершена стаття з географії США. Ви можете допомогти проєкту, виправивши або дописавши її. |